# Philip Sheridan
Philip Henry Sheridan (Albany, New York, 1831. március 6. – Nonquitt, Bristol megye, Massachusetts, 1888. augusztus 5.) az amerikai polgárháború uniós, északi erőinek tábornoka. A polgárháborút követően az amerikai hadsereg tábornoka maradt, majd 1883-tól annak főparancsnoka volt.

## Tanulmányai, pályakezdése
Philip Henry Sheridan 1831. március 6-án született Albany-ben. Családja egyike volt az első katolikus telepeseknek, akik az ohioi Somersetbe költöztek, még Sheridan gyermekkorában. 1848-ban nyert felvételt a katonai akadémiára Ohio-ban és tanulmányai befejezése után, 1853-ban gyalogsági hadnagyként végzett a West Point katonai akadémián. 1854-ben Texas-ba vezényelték és itt, valamint Oregonban szolgált. Szolgálatellátása során többnyire az indiánokkal való nézeteltérések rendezése volt a feladata, mely által jó hírnévre tett szert.

## Az amerikai polgárháborúban

Sheridan lovassági vezér
(kőnyomat Thure de Thulstrup nyomán)

Az amerikai polgárháború kitörésekor Henry W. Halleck vezérőrnagy mellett látott el szállásmesteri teendőket. 1862 májusában a 2. Michigani Önkéntes Lovasezred ezredesévé léptették elő. Ezt gyors előléptetések követték. Júliusban dandártábornokká léptették elő, szeptemberben pedig az Ohiói hadsereg hadosztályparancsnokává nevezték ki. A következő két évben a délkeleti hadszíntéren kiváló szolgálatteljesítéssel hívta fel magára a figyelmet. 
1864 áprilisában kinevezték a Potomac hadsereg lovassági különítményeinek élére. Ezáltal csapatai Ulysses S. Grant tábornok Robert E. Lee tábornok elleni virginiai hadműveleteinek fő támogató erőjévé lépett elő. Sheridan rövid távolléte során a déli Jubal Anderson Early tábornok 1864. október 19-én megtámadta az uniós hadsereget Cedar Creek-nél és győzedelmeskedett. Sheridan vágtában érkezett Winchesterből és a visszavonulás során csatlakozott az uniós sereghez. Katonáit összegyűjtve ellentámadást indított és ennek eredményeként teljes győzelmet aratott. 
Grant tábornok erről a haditettről a következőket írta: „Az, hogy a katasztrófából dicsőséges győzelmet aratott, jól mutatja amit mindig is gondoltam róla. Sheridan egyike a legrátermettebb tábornokoknak.”
1864 novemberében a reguláris hadsereg vezérőrnagyának léptették elő. Portyái, melyek során elpusztította a vasútvonalakat és Lee hadseregének egyéb utánpótlási útvonalait, jelentősen hozzájárult a déli konföderációs hadsereg végső vereségéhez. A déliek 1865. áprilisban Appomattoxnál adták meg magukat.

## A polgárháború után
A polgárháború után Louisiana, Texas és Missouri katonai parancsnokának nevezték ki. 1869-ben altábornaggyá léptették elő. 1870 és 1871 között, a porosz–francia háború során Európába látogatott, ahol megkülönböztetett tisztelettel fogadták a német főhadiszálláson. Itt több jelentős hadjárat során jelen volt. Sherman tábornok távozása után 1883-ban az amerikai hadsereg főparancsnokává nevezték ki és 1888 júniusában megerősítették ebben a pozíciójában.
1888. augusztus 5-én hunyt el Nonquittban (Massachusetts).

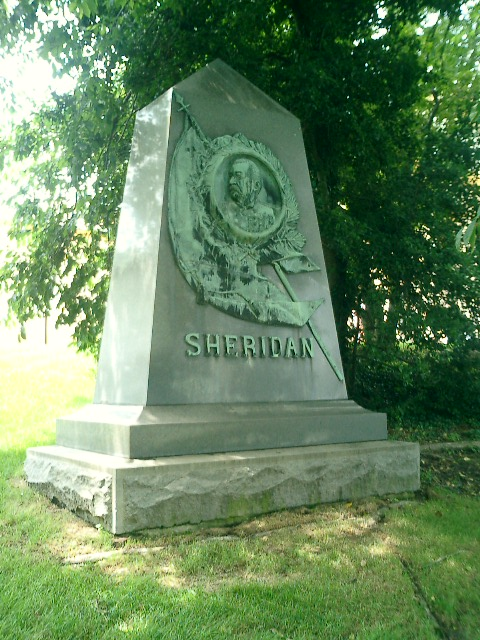
Sheridan sírköve arcképével
az Arlingtoni Nemzeti Temetőben, Washington, D.C.